# Роке, Педро (тренер)
Педро Роке Отано (англ. Pedro Roque Otano; род. 1951) — тренер по боксу кубинского происхождения. Главный тренер мужской сборной Азербайджана по боксу (2014—2016, 2022—2024).

## Биография
Родился в 1951 году. Начал заниматься боксом в 8 лет.
Окончил докторантуру университета в Москве. Является доктором наук в области спорта. Также имеет магистерскую степень.
Имеет трёхзвездную тренерскую категорию Международной ассоциации бокса.
Являлся главным тренером молодёжной сборной Кубы по боксу. Тренировал Феликса Савона, Хоэля Касамайора, Юриоркиса Гамбоа, Гильермо Ригондо.
До 2009 года являлся главным тренером сборной Кубы по боксу.
Тренер десятилетия по версии Международной ассоциации бокса.
В 2009 году признавался лучшим тренером мира.
В 2010 году с сестрой переехал из Кубы в Майами (США).
Преподавал курсы олимпийской солидарности в более, чем 20 странах мира. Преподавал на семинарах в более, чем 79 странах мира.
На 2012 год воспитал 35 олимпийских медалистов (включая 11 золотых) и 43 обладателя медалей чемпионатов мира.
С сентября 2012 года работал в США, сотрудничая с USA Boxing по подготовке спортсменов США.
Дважды являлся главным тренером мужской сборной Азербайджана по боксу (25 августа 2014 — 2016), (26 апреля 2022 — 11 августа 2024).
На чемпионате мира по боксу 2015 в Дохе сборная под его руководством сборная завоевала одну золотую (Эльвин Мамишзаде), одну серебряную (Альберт Селимов) и две бронзовые медали (Парвиз Багиров, Абдулкадир Абдуллаев.
На Европейских играх 2015 члены сборной Азербайджана завоевали шесть золотых, одну серебряную и две бронзовые медали.
На Олимпийских играх 2016 в Рио-де-Жанейро под его руководством представлявшие Азербайджан Лоренсо Сотомайор завоевал серебряную и Камран Шахсуварлы бронзовую медали.
С 19 января 2015 по 2018 год являлся членом комиссии тренеров Международной ассоциации бокса.
С 2016 года работал с профессионалами и боксёрами-любителями США.
Под его руководством Лорен Альфонсо, представляющий Азербайджан, завоевал серебряную медаль на летних Олимпийских играх 2024.
Владеет испанским, английским, русским языками.

## Награды
- Почётный диплом Президента Азербайджана (29 июня 2015)[4]
- Медаль «Прогресс» (1 сентября 2016)[5]
- Орден «Труд» III степени (13 августа 2024)[6]